# Amaya (éditeur web)
Pour les articles homonymes, voir Amaya.
Amaya était un éditeur HTML WYSIWYG libre avec des capacités de navigation. Il constituait l'implémentation de référence des normes du W3C pour le Web et avait pour but de tester les normes et standards préconisés par cet organisme. Depuis 2012, il n'est plus en développement.
Le langage utilisé pour le développement d'Amaya est le C et une partie en C++ pour l'interface graphique.
Amaya est depuis l'origine en 1996 un projet du W3C financé par l'INRIA.

## Histoire
Commencé en 1996, Amaya est un descendant direct de Grif (appelé plus tard Thot), un éditeur SGML WYSIWYG, créé par Vincent Quint et Irène Vatton de l'INRIA au début des années 1980 et de l'éditeur HTML Symposia (lui-même basé sur Grif). Ces deux logiciels étaient développés et commercialisés par l'entreprise française Grif SA.
La chef de projet Irène Vatton quitte le projet fin 2009 sans toutefois être remplacée. Selon Laurent Carcone du W3C et l'un des principaux développeurs du projet, l'inactivité du projet depuis la réalisation de la version 11.3.1 du 9 décembre 2009 s'explique aussi par l'absence de nouveaux financements et/ou de contributeurs.

### Principales versions
Depuis sa première 1.0 en 1997, Amaya a connu de régulières mises à jour :
- 1.0 : 3 avril 1997
- 2.0 : 3 mai 1999
- 3.0 : 31 mars 2000
- 4.0 : 10 novembre 2000
- 5.0 : 4 juillet 2001
- 6.0 : 23 avril 2002
- 7.0 : 3 décembre 2002
- 8.0 : 23 avril 2003
- 9.0 : 6 janvier 2005
  - 9.3 : 9 décembre 2005
  - 9.4 : 10 février 2006
  - 9.51 : 24 avril 2006
  - 9.52 : 18 octobre 2006
  - 9.53 : 12 décembre 2006
  - 9.54 : 13 février 2007
  - 9.55 : 10 juillet 2007
- 10.0 : 26 février 2008
- 11.0 : 16 décembre 2008
  - 11.1 : 30 janvier 2009
  - 11.2 : 3 juillet 2009
  - 11.3.1 : 9 décembre 2009
  - 11.4.4 : 18 janvier 2012

## Fonctionnalités
Une des particularités d'Amaya est qu'il se comporte comme un navigateur web traditionnel, mais il est possible à tout moment de modifier le contenu de la page web visitée et ainsi d'utiliser les fonctionnalités d'édition du logiciel. Les envois des pages vers le serveur web se font à l'aide de requêtes HTTP de type PUT (à condition que le serveur l'autorise).
Amaya utilise quatre langages qui lui sont propres :
- le langage P (Document de présentation)
- le langage T (Syntaxe externe)
- le langage A (Construction d’application)
- le langage S (Structure logique)

Amaya propose la prise en charge, en plus du XHTML 1.1 (vrai-faux successeur officiel du HTML basé sur XML), du standard MathML 2.0 (mise en forme et restitution des formules mathématiques) et du format graphique SVG (images vectorielles) et SMIL (pour les animations).
Ironiquement, il supporte de manière assez limitée les feuilles CSS. Cependant, un support complet de la version 2.1 des CSS est prévu.
Amaya supporte également la consultation et l'édition d'annotations. Ces dernières sont définies par le projet de standard du W3C Annotea. Ces annotations sont des commentaires ou des notes explicatives sur le document en cours de visualisation. Ces informations supplémentaires ne modifient en rien le contenu ou l'aspect du document et peuvent être consultés ou non par le visiteur de la page web.
Un correcteur orthographique est présent. Les dictionnaires pour l'anglais et le français sont livrés avec les distributions. Des dictionnaires pour des langues supplémentaires (comme l'allemand, l'espagnol, le néerlandais, l'italien ou encore le suédois) sont disponibles en téléchargement. Le correcteur orthographique dépend fortement de la taille du dictionnaire, ainsi, un mot sera considéré comme erroné s'il n'est pas présent dans le dictionnaire.
Amaya dispose d'une interface en anglais par défaut, mais étant développé par l'INRIA, son interface est traduite en français, d'autres langues sont également disponibles, comme l'allemand, l'espagnol, le portugais, l'italien ou encore le finnois.

## Distributions
Des distributions d'Amaya sont disponibles gratuitement pour Windows (à partir de 98). Une version OpenGL est aussi disponible pour Windows NT et suivants, GNU/Linux (GTK/OpenGL), Mac OS X et Solaris.

## Origine du nom
Il y avait dans le bureau des développeurs d'Amaya un tamaya, arbre d'intérieur (plus connu sous le nom de bégonia maculé ou bégonia des amoureux). Ils souhaitèrent nommer ainsi leur application et lui donner cette plante pour logo. Une entreprise française portant ce nom existant déjà, ils en tronquèrent la première lettre, pour donner Amaya, mieux positionné alphabétiquement.
Le logo quant à lui n'a pas bougé et représente toujours un tamaya.